# Ignaz Schuppanzigh

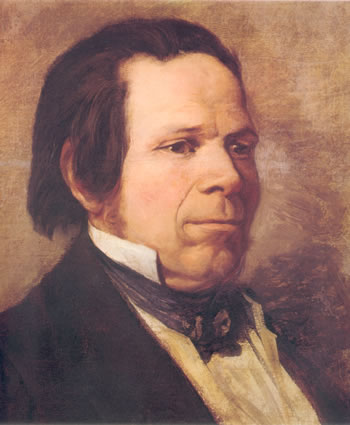
Ignaz Schuppanzigh, retrato de Josef Danhauser

Ignaz Schuppanzigh (20 de novembro de 1776 – 2 de março de 1830) foi um violinista, amigo e professor de Beethoven, e líder do quarteto de cordas do Conde Andrey Kirillovich Razumovsky.  Schuppanzigh e seu quarteto estreou muitos dos quartetos de cordas de Beethoven.  O quarteto Razumovsky, que Schuppanzigh fundou em 1808, é considerado o primeiro quarteto de cordas profissional.  Até a fundação deste quarteto, músicas de quarteto eram tocada por amadores ou por músicos profissionais que se juntavam para executá-los.